# Sofíievka (Briansk)
|  | Per a altres significats, vegeu «Sofíievka». |

Sofíievka (en rus: Софиевка) és un poble (un possiólok) de l'óblast de Briansk, a Rússia, segons el cens del 2010 tenia 352 habitants. Pertany al districte de Zlinka.